# ATP Challenger Mumbai
Der ATP Challenger Mumbai (offiziell: Mumbai Challenger) war ein Tennisturnier, das zwischen 1994 und 2001 in Mumbai, Indien, stattfand. Es gehörte zur ATP Challenger Tour und wurde im Freien auf Sand gespielt. Insgesamt fünf Spieler gewannen zwei Titel bei diesem Turnier, im Einzel waren das Antony Dupuis und Leander Paes.

## Liste der Sieger

### Einzel
| Jahr | Sieger            | Finalgegner            | Ergebnis          |
| ---- | ----------------- | ---------------------- | ----------------- |
| 2001 | Federico Luzzi    | Stefano Galvani        | 6:72, 7:5, 7:64   |
| 2000 | Leander Paes      | Dennis van Scheppingen | 7:62, 3:2 aufgg.  |
| 1999 | nicht ausgetragen | nicht ausgetragen      | nicht ausgetragen |
| 1998 | Antony Dupuis (1) | Julien Boutter         | 7:5, 7:6          |
| 1997 | Takao Suzuki      | Barry Cowan            | 6:1, 6:0          |
| 1996 | nicht ausgetragen | nicht ausgetragen      | nicht ausgetragen |
| 1995 | Byron Black       | Leander Paes           | 6:3, 6:4          |
| 1994 | Leander Paes (1)  | Joost Winnink          | 6:7, 6:3, 6:1     |

### Doppel
| Jahr | Sieger                           | Finalgegner                     | Ergebnis          |
| ---- | -------------------------------- | ------------------------------- | ----------------- |
| 2001 | František Čermák Ota Fukárek     | Mahesh Bhupathi Fazaluddin Syed | 7:64, 4:6, 7:5    |
| 2000 | Tomáš Anzari Satoshi Iwabuchi    | Maxime Boyé Jonathan Erlich     | 7:69, 6:4         |
| 1999 | nicht ausgetragen                | nicht ausgetragen               | nicht ausgetragen |
| 1998 | Noam Behr Eyal Ran               | Mahesh Bhupathi Gaurav Natekar  | 6:2, 7:6          |
| 1997 | Emanuel Couto João Cunha e Silva | Marcus Hilpert David Nainkin    | 1:6, 6:6 aufgg.   |
| 1996 | nicht ausgetragen                | nicht ausgetragen               | nicht ausgetragen |
| 1995 | Byron Black Wayne Black          | Neville Godwin David Nainkin    | 6:2, 7:6          |
| 1994 | Martin Sinner Martin Zumpft      | Sascha Nensel Torben Theine     | 6:1, 6:4          |